# Коровий Ручей (сельское поселение)
Коровий Ручей — административно-территориальная единица (административная территория село с подчинённой ему территорией) и муниципальное образование (сельское поселение с полным официальным наименованием муниципальное образование сельского поселения «Коровий Ручей») в составе муниципального района Усть-Цилемского в Республике Коми Российской Федерации.
Административный центр — село Коровий Ручей.

## История
Статус и границы административной территории установлены Законом Республики Коми от 6 марта 2006 года № 13-РЗ «Об административно-территориальном устройстве Республики Коми».
Статус и границы сельского поселения установлены Законом Республики Коми от 5 марта 2005 года № 11-РЗ «О территориальной организации местного самоуправления в Республике Коми».

## Население
| 2010  | 2011  | 2012  | 2013  | 2014  | 2015  | 2016  |
| ----- | ----- | ----- | ----- | ----- | ----- | ----- |
| 1430  | ↘1426 | ↘1421 | ↘1413 | ↘1399 | ↘1364 | ↗1369 |
| 2017  | 2018  | 2019  | 2020  | 2021  |       |       |
| ↗1418 | ↘1388 | ↘1376 | ↘1359 | ↘1336 |       |       |

## Состав
Состав административной территории и сельского поселения:
| № | Населённый пункт | Тип населённого пункта       | Население |
| - | ---------------- | ---------------------------- | --------- |
| 1 | Гарево           | деревня                      | 64        |
| 2 | Журавский        | посёлок                      | ↘60       |
| 3 | Карпушевка       | деревня                      | 368       |
| 4 | Коровий Ручей    | село, административный центр | 287       |
| 5 | Чукчино          | деревня                      | 651       |